# Giovanni Battista Truchi
Giovanni Battista Truchi, né à Marene le 29 août 1617, mort à Turin le 25 août 1698, est un homme politique savoyard.
Ministre de Charles-Emmanuel II puis de Victor-Amédée II, il œuvra pour le développement de la classe moyenne et créa le cadastre du Piémont.

## Biographie
Né à Marene, près de Savillan, dans le Piémont, le 29 août 1617, partisan de Christine de France dans la guerre civile piémontaise, il parvient de simple avocat près le sénat de Turin à devenir patrimonial de Son Altesse, puis maître auditeur à la chambre des comptes. Après la mort de Christine de France, en 1663, son fils, le duc Charles-Emmanuel II, nomme Truchi intendant général des finances. Le ministre Truchi trouve des ressources sans augmenter les impôts directs et obtient de quoi nourrir le peuple. Il est nommé comte de Levaldigi, grand-croix de l'Ordre des Saints-Maurice-et-Lazare et premier président, chef supérieur des finances ducales.
En 1675, à la mort de Charles-Emmanuel, la régente Marie-Jeanne-Baptiste de Savoie désigne Truchi membres de son conseil privé. En 1680, le comte Truchi est confirmé président des finances par le duc Victor-Amédée II. Truchi applique au duché de Savoie les méthodes du colbertisme : création de manufactures, recherches minières, cartographie de tout le territoire, travaux destinés à améliorer la communication entre la Savoie et le Piémont. Truchi attache une importance capitale aux ports de Nice et de Villefranche dans l'économie de son pays : la ville de Nice lui doit la construction du port Lympia. Il fait bâtir à Turin le  palais Trucchi di Levaldigi (it) où il meurt le 25 août 1698.